# Amphithéâtre de Saintes
L'amphithéâtre de Saintes, appelé localement les arènes de Saintes est un amphithéâtre romain situé à Mediolanum Santonum (actuelle ville de Saintes), capitale de la civitas Santonum (la cité des Santons, subdivision administrative romaine) et de la province de Gaule aquitaine.
Sa construction commence peut-être sous le règne de l'empereur Auguste (27 av. J.-C.-14 apr. J.-C.) et se termine sous celui de Claude (41-54 apr. J.-C.), ce qui en fait probablement l'un des premiers édifices de ce type construit en Gaule. L'implantation de cet amphithéâtre mesurant 126,40 × 101,60 m tire au maximum profit du site naturel, un étroit vallon contre lequel il est appuyé, ce qui permet de limiter au maximum l'importance des maçonneries à mettre en œuvre. Après son abandon, sans doute dans la première moitié du IVe siècle, son arène se comble peu à peu, ses maçonneries sont récupérées mais il reste toujours visible dans le paysage urbain. 
Ses vestiges, bien conservés, sont classés comme monuments historiques par la liste de 1840 mais ils nécessitent périodiquement des travaux de restauration car ils ont naturellement tendance à se dégrader.

## Localisation
L'amphithéâtre est situé au sud-ouest de la ville antique, à la limite de la zone urbanisée desservie par la voirie. L'emplacement retenu pour l'implantation du monument est un vallon orienté est-ouest et ouvert à l'est vers la Charente. L'amphithéâtre bénéficie ainsi, pour ses parties nord et sud, de l'appui des flancs de la vallée, ce qui économise beaucoup de maçonneries. Il est longé à l'ouest par la voie de Saintes à Bordeaux qui passe au sommet du remblai supportant le monument.
L'amphithéâtre occupe une position centrale dans la ville moderne qui s'est peu à peu construite autour de lui depuis le XIXe siècle. À l'est, l'avenue des arènes prolonge l'entrée de l'amphithéâtre en direction de la Charente.

## Historique

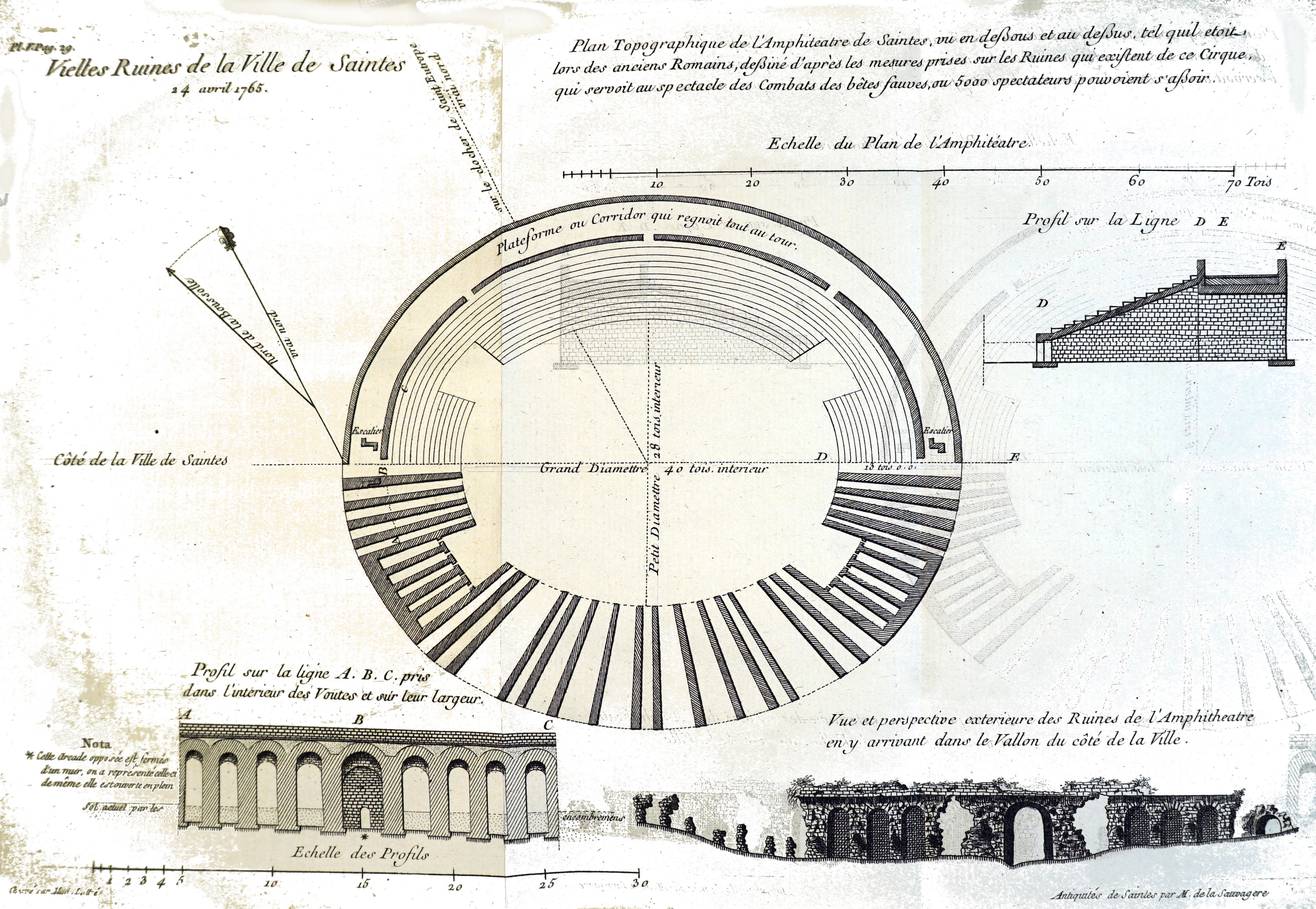
Dessin du XVIIIe siècle.

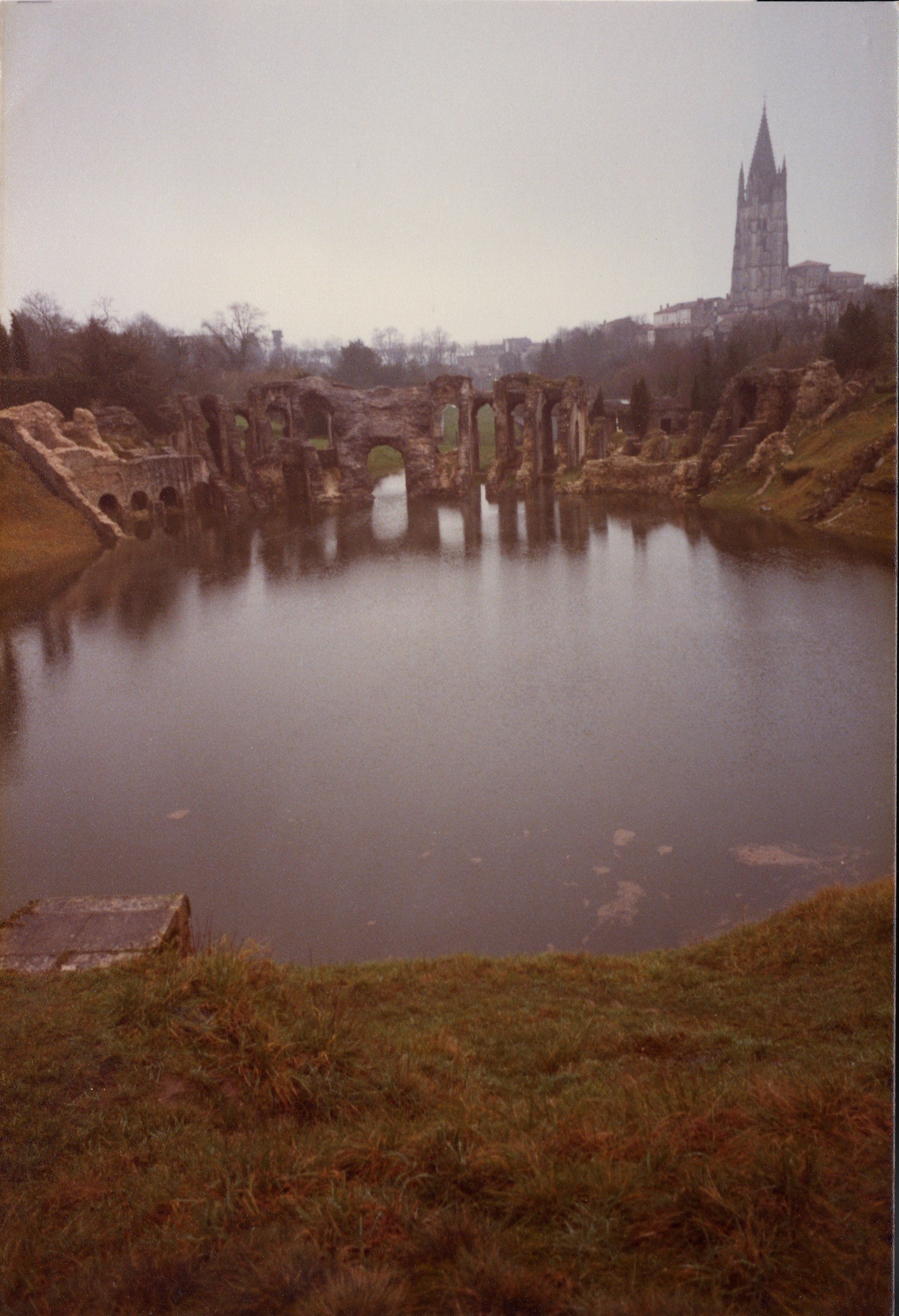
Inondations de 1982.

Peut-être commencé sous le règne de l'empereur Auguste (27 av. J.-C.-14 apr. J.-C.), il est terminé sous Claude (41-54 apr. J.-C.), comme en témoigne un fragment d'inscription retrouvé dans le monument lui-même et qui mentionne cet empereur ; certaines caractéristiques architecturales du monument, typiques de l'époque julio-claudienne, confirment cette datation. Un caniveau en bois, daté de la fin du IIIe siècle, ceinture l'arène, ce qui atteste que l'amphithéâtre est l'objet d'un vaste chantier de rénovation ou de réhabilitation et qu'il encore utilisé à cette époque.
Dans la première moitié du IVe siècle pourtant, le monument semble délaissé et son arène commence peu à peu à se combler. L'amphithéâtre est alors utilisé comme carrière, ses maçonneries étant réutilisées pour la construction de l'enceinte de Saintes, puis lors du Moyen Âge. Au VIIIe siècle, un habitat est installé dans sa cavea.
Il est reconnu dès le XVIIIe siècle comme édifice de spectacles antique, des relevés de ses ruines sont alors réalisés, et en 1840 l'amphithéâtre rejoint la première liste des monuments historiques, son classement étant confirmé en 1914. Des fouilles ont lieu en 1877 en même temps que le monument est dégagé et restauré, ce qui lui permet de reprendre épisodiquement sa fonction de lieu de spectacles à partir de la fin du XIXe siècle aux dépens de la préservation de ses vestiges.

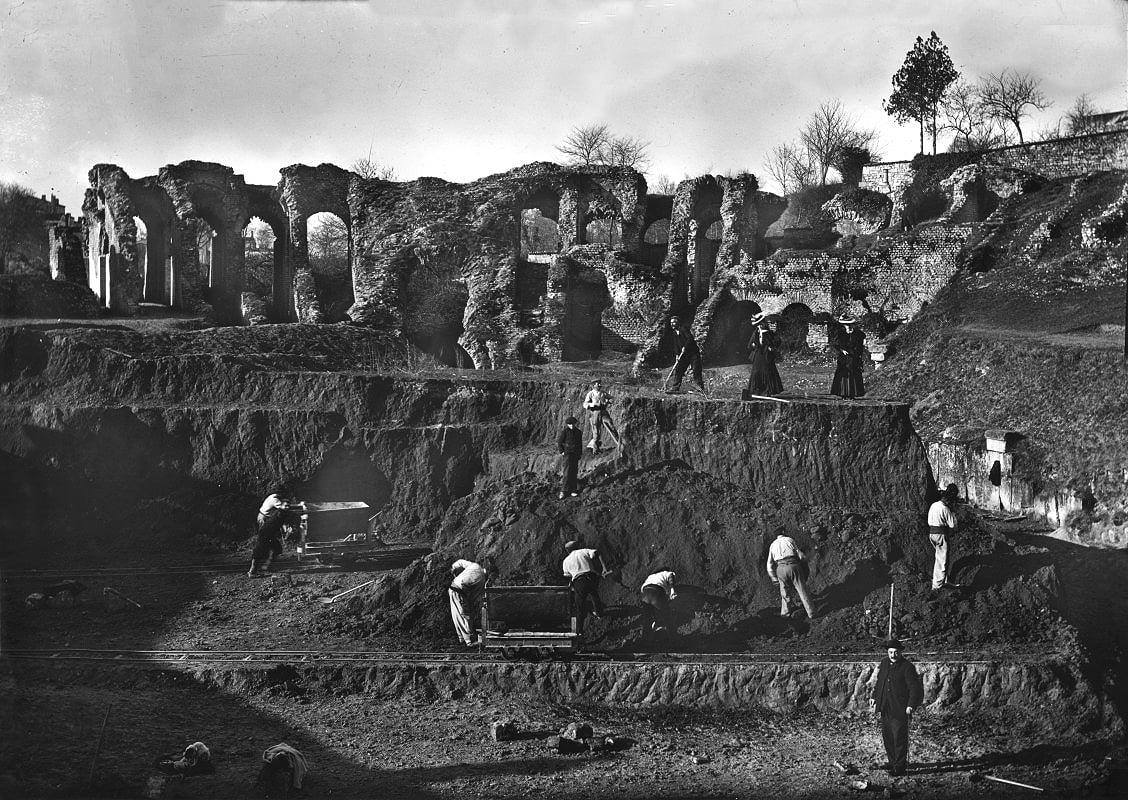
Travaux de dégagement en 1906.

Des travaux de déblaiement de l'arène, enfouie sous plusieurs mètres de sédiments, ont lieu en 1906. En 1982, de graves inondations affectent le monument, envahissent l'arène et occasionnent des éboulements, notamment dans le vomitoire ouest.
Au XXIe siècle, seuls demeurent l'arène, les fondations de l'édifice et la plupart des murs rayonnants des caissons ainsi que des voûtes près de l'entrée orientale ; quelques gradins d'origine sont dégagés et mis en valeur tandis que d'autres sont reconstruits sur le même modèle. L'amphithéâtre de Saintes reste l'un des mieux conservés de l'ancienne province de Gaule aquitaine mais il se dégrade peu à peu et son arène est régulièrement inondée lorsque la Charente rentre en crue. En 2021, un programme est engagé sur trois ans qui vise à la préservation et la restauration du monument, opérations précédées de fouilles archéologiques.

## Description

### Architecture générale: structure pleine et structure creuse

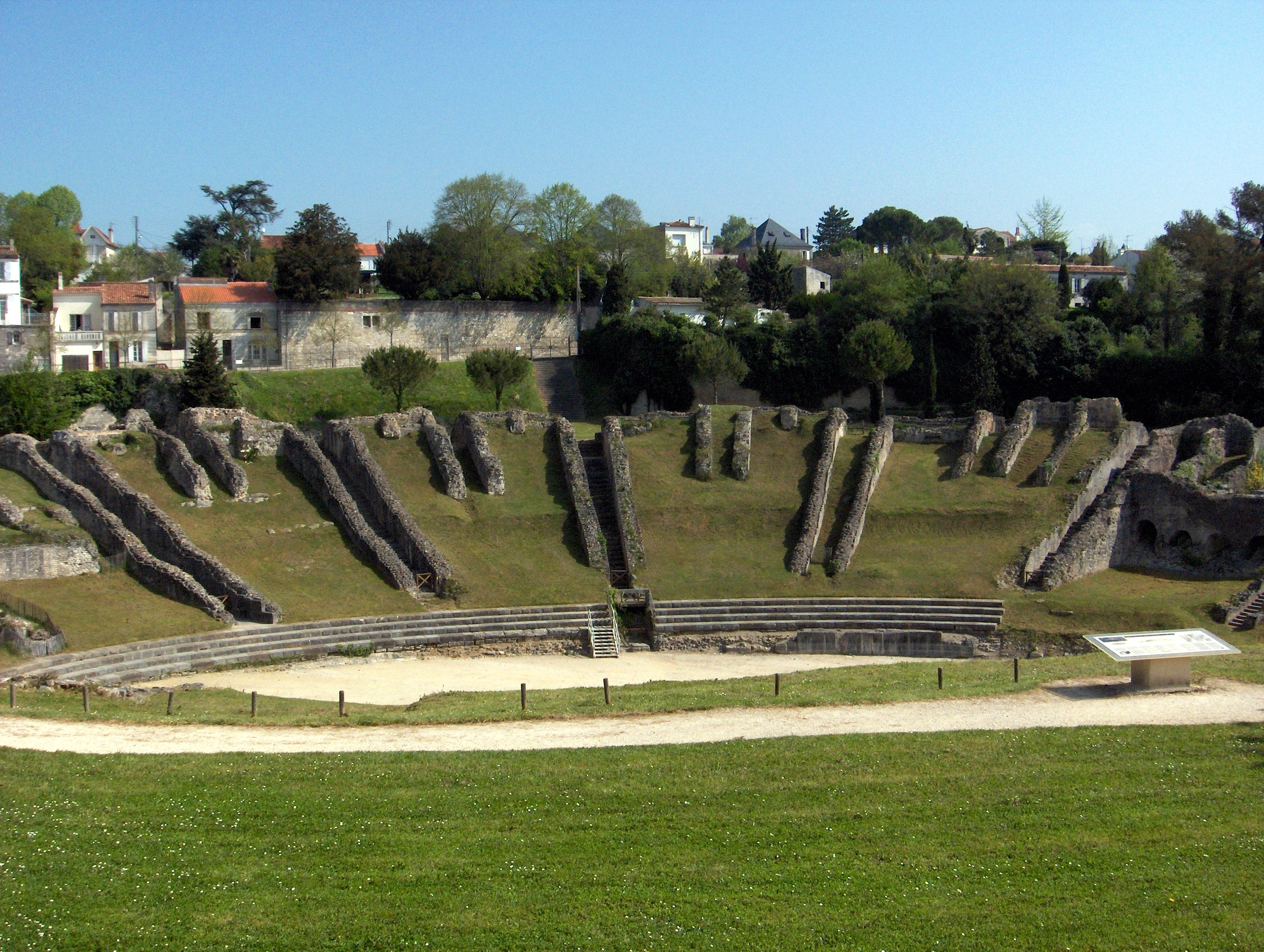
Cavea nord, sol naturel et remblais.

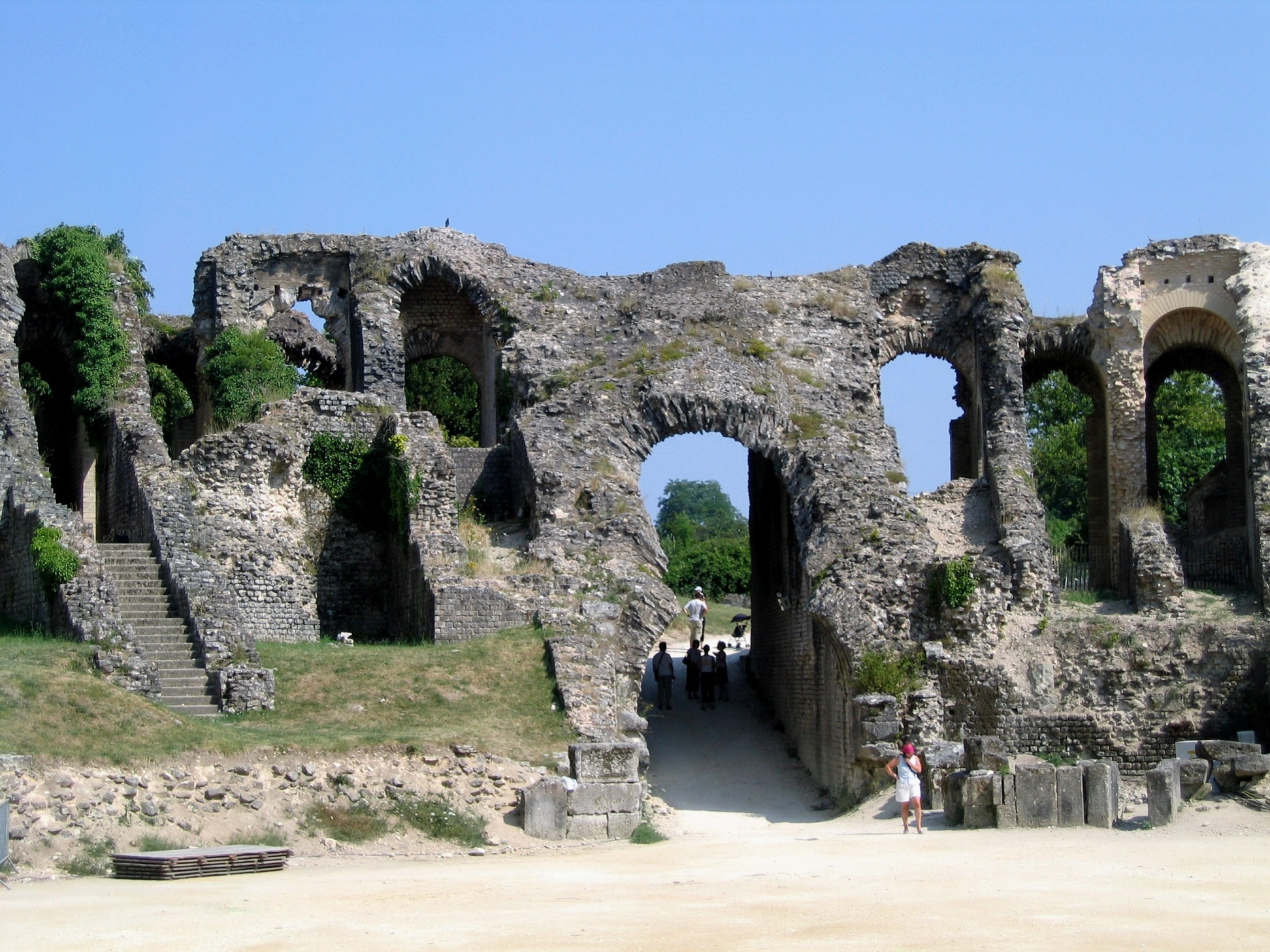
Cavea est, voûtes rayonnantes.

La construction de l'amphithéâtre met à profit le relief naturel. Les flancs rocheux nord et sud du vallon sont retaillés pour accueillir une partie de la cavea. À l'ouest, le vallon est fermé par un remblai, peut-être antérieur à la construction du monument, qui supporte de la même manière les maçonneries ; des murs de soutènement radiaux délimitent des couloirs d'accès ainsi que des caissons remplis d'un remblai qui égalise la surface de la cavea (structure pleine). Seule la partie orientale de l'amphithéâtre, tournée vers la Charente, est intégralement construite sur des voûtes rayonnantes (structure creuse). C'est de ce côté seulement que la façade présente son développement maximal, avec deux niveaux d'arcades. L'amphithéâtre de Saintes associe donc les caractéristiques d'un monument à structure pleine (comme à Senlis ou Tours) et d'un amphithéâtre à structure creuse (comme à Nîmes ou Arles).
L'amphithéâtre de Saintes mesure 126,40 mètres de grand axe sur 101,60 mètres de petit axe et peut accueillir au moins 15 000 personnes, assises sur des gradins reposant directement sur le sol naturel ou les remblais. L'arène mesure 65,20 mètres de long pour 39,20 mètres de large.
La plus grande partie des maçonneries sont réalisées en petit appareil de petits moellons calcaires (murs annulaires et rayonnants) ou de pierres plates montées sur chant (voûtes, arcatures). Les grands blocs ne sont utilisés que pour les gradins (au moins les rangées les plus proches de l'arène), le mur du podium, les escaliers et les piédroits des entrées.

### Caveaet vomitoires

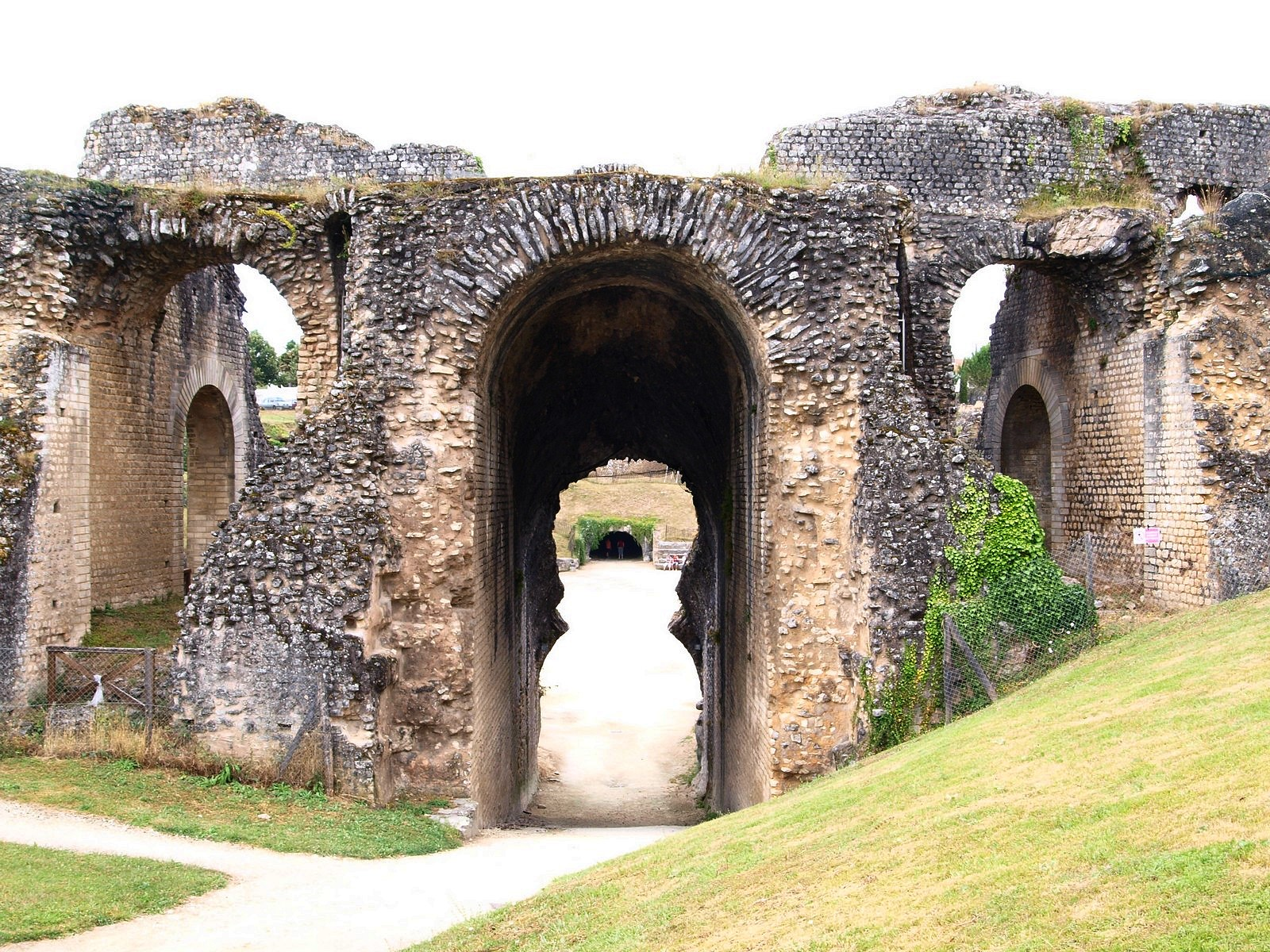
Entrées est (premier plan) et ouest (arrière-plan).

Deux grandes portes est et ouest font communiquer l'arène avec l'extérieur grâce à deux tunnels passant sous la cavea. La porte Sanavivaria ou « porte des vivants », s'ouvre à l'est. La porte Libitinensis, dite « porte des morts », s'ouvre à l'ouest mais elle est murée et comblée à l'époque contemporaine. Le monument ne possède pas de galerie annulaire au rez-de-chaussée, ce dispositif n'existant qu'au premier étage et seulement près de la porte orientale ; cette galerie est accessible par des escaliers dans les travées voisines de cette porte. D'autre part, une esplanade ceinture extérieurement l'amphithéâtre du nord à l'ouest à dix ou onze mètres au-dessous du couronnement de la cavea. Depuis cette esplanade, les spectateurs peuvent gagner leurs places par vingt-huit escaliers qui descendent jusqu'aux gradins, ces escaliers étant bordés par des murs limitant les caissons des remblais.
Les spectateurs prennent place sur des gradins, en pierre pour les rangs les plus proches de l'arène — ils sont partiellement conservés — et plus probablement en bois pour les autres gradins, jusqu'en haut de la cavea.
À mi-pente des gradins, côté sud, coule une petite fontaine, dite fontaine Sainte-Eustelle dont l'aménagement semble remonter au XIIe siècle. À cette époque, les abords de l'amphithéâtre sont remblayés, ce qui oblige les eaux de la source à se frayer un chemin vers l'intérieur de la cavea.

### Arène et mur de podium

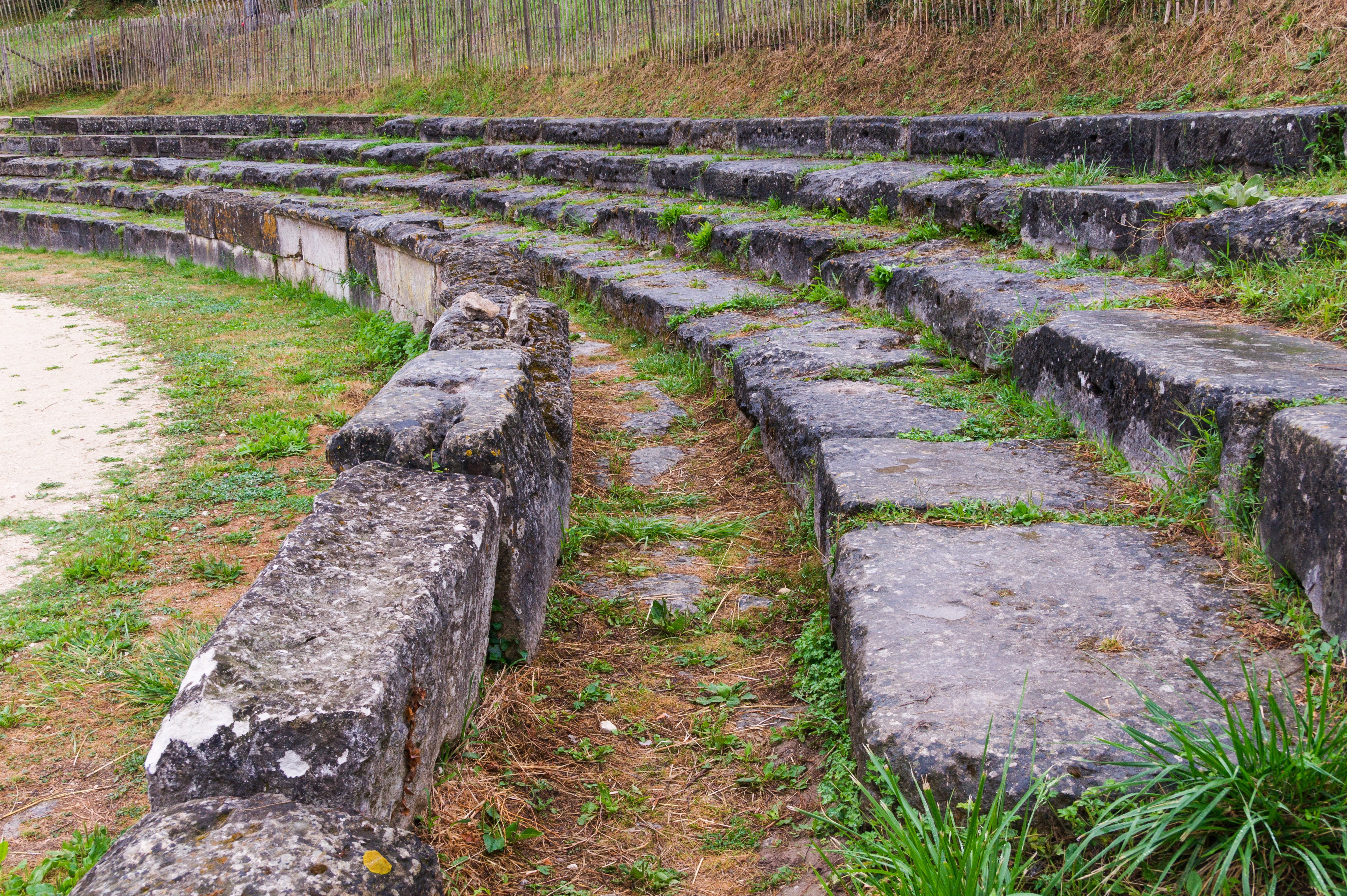
Mur du podium et premiers gradins.

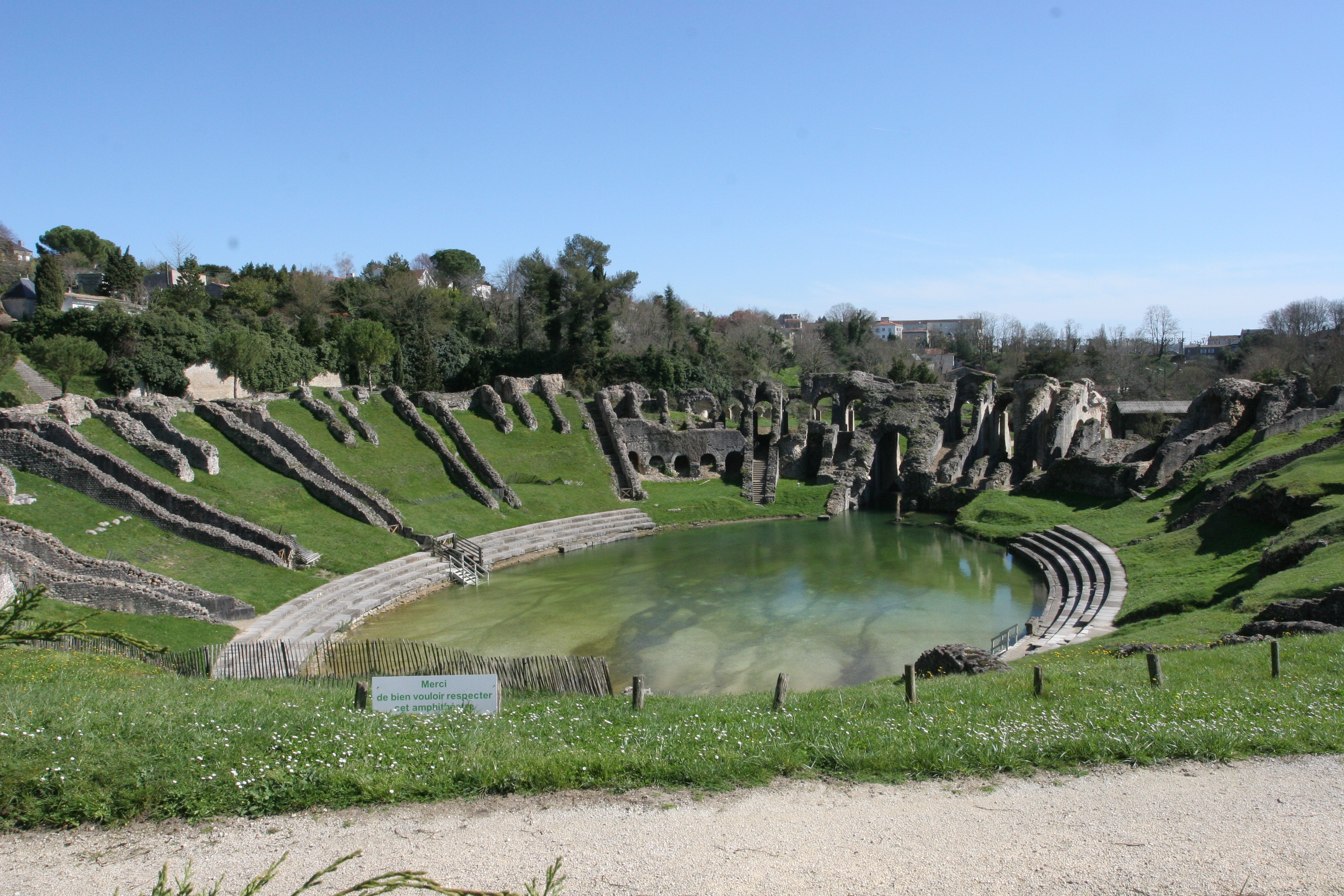
Arène inondée (2007).

L'accès à l'arène se fait par les deux entrées est et ouest. Chacun de ces couloirs semble bordé, au contact de l'arène, par des pièces de service, peut-être des cellules ou carceres, qui s'ouvrent à la fois dans le couloir et dans l'arène. Diamétralement opposées sur le petit axe de l'amphithéâtre, à la base de la cavea, deux petites pièces sont peut-être des sacella ; ces édicules sont surmontés d'une loge d'honneur.
L'arène est entourée d'un mur en blocs de grand appareil de 2 mètres de haut et de 0,80 m de large, posés à joints vifs. Elle ne possède pas de sous-sol aménagé en locaux de service mais elle est traversée dans sa plus grande longueur par un égout, notamment chargé de recueillir et d'évacuer jusqu'à la Charente les eaux qui ruissellent sur la cavea et qui sont collectées par un caniveau annulaire à la base du podium,.